# Nandus mercatus
Nandus mercatus is een straalvinnige vissensoort uit de familie van de nanderbaarzen (Nandidae). De wetenschappelijke naam van de soort is voor het eerst geldig gepubliceerd in 2008 door Ng.